# سيزار رينكون
سيزار رينكون (بالإسبانية: César Rincón)‏ هو مصارع ثيران كولومبي، ولد في 5 سبتمبر 1965 في بوغوتا في كولومبيا.